# Décès en novembre 1996
Décès
- 1992
- 1993
- 1994
- 1995
- 1996
- 1997
- 1998
- 1999
- 2000

Pour une information complémentaire, voir la page d'aide.

| Date         | Nom                                | Activités                                                            | Âge | Source |
| ------------ | ---------------------------------- | -------------------------------------------------------------------- | --- | ------ |
| 1er novembre | Bernard Schulé                     | musicien et compositeur suisse                                       | 87  |        |
| 1er novembre | Junius Richard Jayawardene         | président du Sri Lanka de 1978 à 1988                                | 90  |        |
| 1er novembre | Lycette Darsonval                  | danseuse Française                                                   | 83  |        |
| 1er novembre | Maati Bouabid                      | Premier ministre du Maroc de 1979 à 1984                             | 69  |        |
| 2 novembre   | Pierre Verger                      | photographe française                                                | ?   |        |
| 2 novembre   | Artur Miedzyrzecki                 | écrivain polonais.                                                   | ?   |        |
| 2 novembre   | Margaret Anchoretta Ormsby (en)    | éducatrice canadienne                                                | ?   |        |
| 2 novembre   | Pierre Grimal                      | latiniste français                                                   | 83  |        |
| 2 novembre   | Mgr Jean-Baptiste Maria Cissé (de) | évêque ivoirien                                                      | 64  |        |
| 2 novembre   | Eva Marie Cassidy                  | chanteuse américaine.                                                | 33  |        |
| 3 novembre   | József Bognár                      | homme politique hongrois                                             | 79  | (de)   |
| 3 novembre   | Jean-Bedel Bokassa                 | homme d’État centrafricain.                                          | 75  |        |
| 3 novembre   | Georges Duby                       | historien médiéviste française                                       | 77  |        |
| 4 novembre   | Ithier de Roquemaurel              | ancien président français d’Hachette                                 | ?   |        |
| 4 novembre   | René Lenoir                        | homme d’affaires français                                            | 83  |        |
| 4 novembre   | T. Vincent Learson (en)            | président de IBM de 1971 à 1973                                      | 84  |        |
| 4 novembre   | Maurice Blain                      | essayiste québécois                                                  | ?   |        |
| 5 novembre   | Eddie Harris                       | saxophoniste de blues et de jazz américain                           | 62  |        |
| 6 novembre   | Marc Zamansky                      | mathématicien français                                               | 80  |        |
| 6 novembre   | Gérard Vermette                    | comédien et fantaisiste québécois.                                   | 65  |        |
| 6 novembre   | Tommy Lawton                       | footballeur britannique                                              | 75  |        |
| 6 novembre   | Mario Cusson                       | boxeur québécois                                                     | 35  |        |
| 6 novembre   | William Clarke                     | harmoniciste de blues américain.                                     | 45  |        |
| 6 novembre   | Harry Brophy                       | joueur de football puis entraîneur anglais.                          | 80  |        |
| 7 novembre   | André Brunet                       | homme politique français.                                            | 71  |        |
| 7 novembre   | Andrzej Bączkowski (pl)            | Ministre du Travail polonais                                         | 41  |        |
| 7 novembre   | Pierre Frémond                     | avocat français                                                      | 86  |        |
| 7 novembre   | Claude Ake (en)                    | scientifique et militant nigérian                                    | 57  |        |
| 9 novembre   | Lord Roger Makins Sherfield (en)   | ambassadeur britannique                                              | 92  |        |
| 9 novembre   | Michel Mitrani                     | cinéaste français.                                                   | 66  |        |
| 9 novembre   | Fred Lipmann                       | industriel français                                                  | 91  |        |
| 9 novembre   | Joe Ghiz                           | Premier ministre de l’Île-du-Prince-Édouard de 1988 à 1992.          | 52  |        |
| 10 novembre  | Yafeu Fula                         | Rappeur américain                                                    | 19  |        |
| 10 novembre  | Lee Kyun-young                     | Auteur sud-coréen                                                    | 44  |        |
| 10 novembre  | Marjorie Proops                    | journaliste britannique                                              | 85  |        |
| 10 novembre  | Jack Evans                         | entraîneur américain d’équipes de hockey sur glace                   | 68  |        |
| 11 novembre  | Peter Leeds                        | acteur américain                                                     | 79  |        |
| 11 novembre  | Paul J.F. Lusaka (en)              | diplomate zambien, ancien président de l’Assemblée générale de l’ONU | ?   |        |
| 11 novembre  | Léo Ilial                          | acteur français                                                      | 63  |        |
| 11 novembre  | Lum Hamris                         | directeur général des Braves d’Atlanta                               | 81  |        |
| 11 novembre  | Lloyd A. Free                      | pionnier américain dans le domaine du sondage                        | 88  |        |
| 11 novembre  | Jean Cartier                       | céramiste québécois                                                  | ?   |        |
| 11 novembre  | Jan Bascour                        | homme politique belge                                                | 73  |        |
| 12 novembre  | Claude Petitet                     | peintre français                                                     | 74  |        |
| 12 novembre  | Vytautas Žalakevičius              | réalisateur et scénariste lituanien                                  | 66  |        |
| 13 novembre  | June Levant                        | actrice américaine                                                   | ?   |        |
| 13 novembre  | Alma Kitchell                      | chanteuse américaine                                                 | 103 |        |
| 13 novembre  | Bill Doggett                       | organiste et pianiste américain                                      | 80  |        |
| 13 novembre  | Mgr Joseph Bernardin               | cardinal américain                                                   | 68  |        |
| 14 novembre  | Enrique Molina                     | poète argentin                                                       | ?   |        |
| 14 novembre  | Derek Marlowe (en)                 | dramaturge et scénariste britannique                                 | 58  |        |
| 14 novembre  | Virginia Cherrill                  | actrice américaine                                                   | 88  |        |
| 14 novembre  | Alfred Bérenguer                   | Prêtre et ex-député à l’Assemblée constituante algérienne            | ?   |        |
| 14 novembre  | Suliat Adedeji                     | politicienne nigériane                                               | ?   |        |
| 14 novembre  | Jean Nanterre                      | Compagnon de la Libération.                                          | ?   |        |
| 15 novembre  | Bob John Magness                   | homme d’affaires américain                                           | 72  |        |
| 15 novembre  | Alger Hiss                         | haut fonctionnaire américain                                         | 92  |        |
| 15 novembre  | Georges Aillaud                    | maire et conseiller général français                                 | 58  |        |
| 16 novembre  | Zinovi Gerdt                       | acteur et cinéaste russe.                                            | 80  |        |
| 16 novembre  | Fabrizio De Chiara                 | boxeur italien                                                       | ?   |        |
| 16 novembre  | Jack Popplewell                    | dramaturge britannique                                               | 87  |        |
| 16 novembre  | Patti Pickens                      | chanteuse américaine                                                 | 78  |        |
| 16 novembre  | André Chêne                        | maire et conseiller général français                                 | 67  |        |
| 16 novembre  | Lila Shanley                       | cascadeuse américain.                                                | 86  |        |
| 16 novembre  | Dondinho                           | footballeur brésilien.                                               | 79  |        |
| 17 novembre  | Gérard Virol                       | coureur cycliste français                                            | 82  |        |
| 18 novembre  | William John Vassall (en)          | espion britannique                                                   | 71  |        |
| 18 novembre  | John Josiah Robinette (en)         | avocat canadien                                                      | 89  |        |
| 18 novembre  | Charlie Neal (en)                  | joueur de baseball américain.                                        | 65  |        |
| 18 novembre  | Evelyn Hooker                      | psychiatre américaine                                                | 89  |        |
| 19 novembre  | Étienne Wolff                      | biologiste français.                                                 | 92  |        |
| 19 novembre  | Edward Kasser                      | éditeur musical autrichien                                           | 76  |        |
| 19 novembre  | Ernest Kahane                      | chimiste français                                                    | 96  |        |
| 19 novembre  | Nicole Hassler                     | patineuse artistique française.                                      | 55  |        |
| 19 novembre  | Gerry Courville                    | golfeur américain                                                    | 62  |        |
| 19 novembre  | Georges Arnulf                     | peintre et graveur français                                          | 75  |        |
| 20 novembre  | Jack Marlowe Wise                  | peintre canadien                                                     | ?   |        |
| 20 novembre  | Danny Dare (en)                    | danseur et chorégraphe américain                                     | 91  |        |
| 20 novembre  | Jean Chevolleau                    | peintre français                                                     | 72  |        |
| 20 novembre  | Wilhelm Becker                     | astronome suisse                                                     | ?   |        |
| 21 novembre  | Abdus Salam                        | physicien pakistanais. Prix Nobel en 1979                            | 70  |        |
| 21 novembre  | Elmo Langley (en)                  | coureur automobile américain                                         | 68  |        |
| 21 novembre  | Walter Edward Hoffman (en)         | juge américain                                                       | 89  |        |
| 21 novembre  | Maria Casarès                      | actrice française                                                    | 84  |        |
| 22 novembre  | Mark Lenard                        | acteur américain                                                     | 68  |        |
| 22 novembre  | Ken Lane (en)                      | pianiste américain                                                   | 83  |        |
| 22 novembre  | Robert Jaulin                      | ethnologue français                                                  | 78  |        |
| 22 novembre  | Terence Donovan                    | photographe britannique                                              | 60  |        |
| 22 novembre  | Willy Derboven                     | coureur cycliste belge                                               | 57  |        |
| 22 novembre  | Ray Blanton (en)                   | ancien gouverneur du Tennessee de 1972 à 1978                        | 68  |        |
| 23 novembre  | Idries Shah                        | auteur indien                                                        | ?   |        |
| 23 novembre  | Jean-Paul Elkann                   | Ancien Président du Consistoire central israélite                    | 75  |        |
| 24 novembre  | Charles Cathala                    | ancien sénateur français                                             | 82  |        |
| 24 novembre  | Sorley MacLean                     | poète écossais.                                                      | ?   |        |
| 24 novembre  | Ludvík Kalma (cs)                  | Président tchèque de Škoda Auto                                      | 55  |        |
| 24 novembre  | Élise Grappe                       | Ancienne députée communiste française de l’Isère                     | 84  |        |
| 24 novembre  | Konrad Fischer (de)                | galeriste allemand d’art contemporain.                               | ?   |        |
| 24 novembre  | Edison Vassilietvitch Denisov      | compositeur russe.                                                   | 75  |        |
| 24 novembre  | Philippe Clave                     | général français                                                     | 80  |        |
| 25 novembre  | Paul Rand                          | designer américain                                                   | ?   |        |
| 25 novembre  | Elisabeth Nesmes-Ribes             | astrophysicienne française                                           | 54  |        |
| 25 novembre  | Roger Lanzac                       | animateur français                                                   | 76  |        |
| 26 novembre  | Guido Gratton                      | footballeur international italien                                    | 64  |        |
| 26 novembre  | Ed Wilson                          | sculpteur américain                                                  | 71  |        |
| 26 novembre  | Winston Ross                       | acteur et chanteur américain                                         | ?   |        |
| 26 novembre  | Elrey B. Jeppesen (en)             | pilote américain                                                     | ?   |        |
| 26 novembre  | Philippe Hirshhorn                 | violoniste belge                                                     | 50  |        |
| 26 novembre  | Joan Hammond (en)                  | soprano australienne                                                 | 84  |        |
| 26 novembre  | Mohammed Dhama Elabe               | homme politique djiboutien.                                          | 55  |        |
| 26 novembre  | Michael Bentine (en)               | acteur britannique                                                   | 72  |        |
| 27 novembre  | Maurice Nénou-Pwataho              | Député de la Nouvelle-Calédonie                                      | 57  |        |
| 27 novembre  | Vladimir Firm                      | footballeur yougoslave puis croate                                   | 73  | (en)   |
| 28 novembre  | Anna Pollak (en)                   | soprano britannique                                                  | 84  |        |
| 28 novembre  | Gérard Fénéon                      | reporter français                                                    | 53  |        |
| 28 novembre  | Madeleine Roy Bastien              | actrice québécoise                                                   | 82  |        |
| 29 novembre  | Dan Flavin                         | artiste minimaliste américain                                        | 73  |        |
| 29 novembre  | Jordan Cronenweth                  | directeur de la photographie américain.                              | 61  |        |
| 30 novembre  | John Williamson                    | Basketteur américain                                                 | 44  |        |
| 30 novembre  | Mostafizur Rahman                  | homme politique bengali                                              | ?   |        |
| 30 novembre  | Maurice B. Mitchell                | homme d’affaires américain                                           | ?   |        |
| 30 novembre  | Koji Kobayashi                     | homme d’affaires japonais.                                           | 89  |        |
| 30 novembre  | Pierre Codiroli                    | homme de lettres suisse                                              | ?   |        |